# Marquardt
Pour les articles homonymes, voir Marquardt (homonymie).

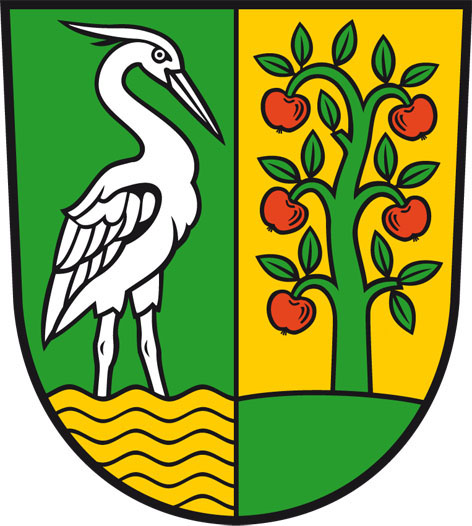
Blason de Marquardt

Marquardt est un ancien village, aujourd'hui quartier rattaché à Potsdam au bord du lac de Schwänitz (de). Il se trouve au nord de la ville. Il est connu pour son château de Marquardt et son grand parc.
Sa population était de 1 242 habitants au 31 décembre 2008.

## Architecture
- Château de Marquardt
- Église néogothique (1900)